# 吉田翔太 (ハンドボール)
吉田 翔太（よしだ しょうた、1985年7月3日 - ）は、宮城県仙台市出身の元ハンドボール選手。

## 経歴
国士舘大学時代は2007年に東日本学生選手権大会で優秀選手賞を受賞。
大学卒業後にセントラル自動車へ入社。2012年にセントラル自動車が関東自動車工業に吸収合併され、合併会社のトヨタ自動車東日本へ加入した。
2013-14年シーズンはリーグ7位の75得点を挙げ、シュート率はリーグ2位の.686を記録した。
2016-17年シーズンはリーグ7位となる74得点を記録。
2018-19年シーズン限りで現役を引退。

## 詳細情報

### 年度別成績
| 年       | チーム             | 試合 | フィールド 得点 | 率   | 7m    | 合計    | 警告 | 退場 | 失格 |
| -------- | ------------------ | ---- | --------------- | ---- | ----- | ------- | ---- | ---- | ---- |
| 2012-13  | トヨタ自動車東日本 | 13   | 49/110          | .445 | 0/0   | 49/110  | 4    | 3    | 0    |
| 2013-14  | トヨタ自動車東日本 | 16   | 72/105          | .686 | 3/5   | 75/110  | 2    | 0    | 0    |
| 2014-15  | トヨタ自動車東日本 | 8    | 22/36           | .611 | 1/1   | 23/37   | 2    | 1    | 0    |
| 2015-16  | トヨタ自動車東日本 | 16   | 51/76           | .671 | 7/9   | 58/85   | 2    | 4    | 0    |
| 2016-17  | トヨタ自動車東日本 | 16   | 59/81           | .728 | 15/19 | 74/100  | 2    | 0    | 0    |
| 2017-18  | トヨタ自動車東日本 | 24   | 47/81           | .580 | 19/23 | 66/104  | 1    | 0    | 0    |
| 2018-19  | トヨタ自動車東日本 | 24   | 38/69           | .551 | 10/12 | 48/81   | 0    | 2    | 0    |
| JHL：7年 | JHL：7年           | 117  | 338/558         | .606 | 55/69 | 393/627 | 13   | 10   | 0    |

- 各年度の太字はリーグ最高

### 記録

#### 日本ハンドボールリーグ
- フィールドゴール初得点：2012年9月22日、対トヨタ紡織九州戦（トヨタ紡織九州クレインアリーナ）[5]
- 7mスロー初得点：2013年9月7日、対湧永製薬戦（中区スポーツセンター）[6]

### 背番号
- 9 (2012年 - 2019年)